# 머피의 법칙 (음반)
《머피의 법칙》은 DJ DOC의 두 번째 정규 음반으로, 1995년 5월 1일에 출시되었다.

## 수록곡
| #   | 제목             | 재생 시간 |
| --- | ---------------- | --------- |
| 1.  | 〈머피의 법칙〉  | 4:04      |
| 2.  | 〈오피스텔〉     | 3:19      |
| 3.  | 〈이제는 달라〉  | 3:48      |
| 4.  | 〈한 잎의 여자〉 | 3:33      |
| 5.  | 〈이별의 모습〉  | 2:47      |
| 6.  | 〈남아 있는 꿈〉 | 4:06      |
| 7.  | 〈뉴스속보〉     | 0:55      |
| 8.  | 〈성수대교〉     | 3:46      |
| 9.  | 〈Sweet Dreams〉 | 3:03      |
| 10. | 〈다이어트〉     | 3:31      |
| 11. | 〈어느 팬에게〉  | 3:53      |

- 타이틀 트랙 〈머피의 법칙〉은 제목 그대로 머피의 법칙(Murphy's law)을 노래로 표현한 댄스 곡이다.
- 8번 트랙 〈성수대교〉는 1994년에 발생한 성수대교 붕괴 사고의 비극을 표현한 힙합 곡이며, 7번 트랙 〈뉴스속보〉에서 내용이 이어진다.